# Militsia

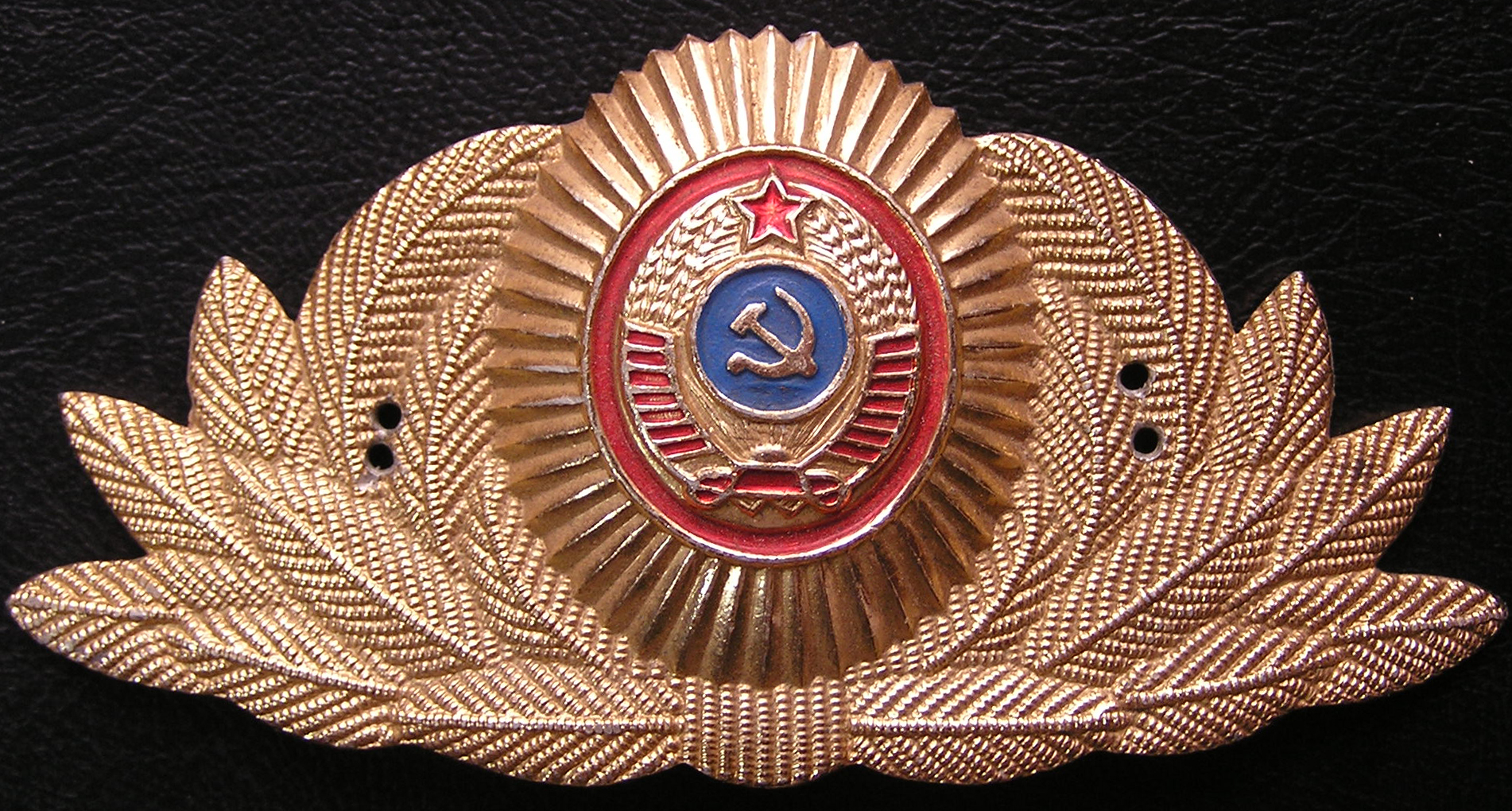
Cocarde de l'officier de la militsia soviétique

Militsia (en russe : милиция), du latin militia - « armée », - anciennement dans l'Union soviétique et dans quelques autres pays du bloc de l'Est, actuellement en Biélorussie, Ouzbékistan, Kirghizistan et Tadjikistan, ainsi qu'en Abkhazie, Ossétie du Sud et en Transnistrie - correspond à l'organe de l'exécutif assimilable à la police ayant pour but principal le maintien de l'ordre public.
Dans l'actuelle Russie et dans quelques autres pays, la militsia fait partie du Ministère de l'intérieur (MVD).

Les pays dans lesquels la police était appelée militsiya autrefois
Les pays dans lesquels la police est appelée militsiya à présent

Le 1er mars 2011, à la suite de la réforme lancée par le président Medvedev, la militsia russe a été renommée en police (en russe : полиция, politsia).